# Apeadero de Maçainhas
El Apeadero de Maçainhas es una estación ferroviaria desactivada de la Línea de la Beira Baixa, que servía a la localidad de Maçainhas, en el Distrito de Castelo Branco, en Portugal.

## Historia
El tramo entre las Estaciones de Covilhã y Guarda, donde este apeadero se encuentra, fue concluido el 11 de abril de 1893, e inaugurado el 11 de mayo del mismo año.
La circulación ferroviaria en este tramo fue suspendida por la Red Ferroviaria Nacional el 9 de marzo de 2009, para proceder a obras de rehabilitación.